# Бифјер
Бифјер (фр. Buffières) је насеље и општина у источном делу централне Француске у региону Бургоња, у департману Саона и Лоара која припада префектури Макон.
По подацима из 2011. године у општини је живело 259 становника, а густина насељености је износила 21,35 становника/km². Општина се простире на површини од 12,13 km². Налази се на средњој надморској висини од 325 метара (максималној 553 m, а минималној 250 m).

## Демографија
| 1962. | 1968. | 1975. | 1982. | 1990. | 1999. | 2011. |
| ----- | ----- | ----- | ----- | ----- | ----- | ----- |
| 260   | 308   | 292   | 284   | 263   | 227   | 259   |

График промене броја становника у току последњих година